# Maan Sassen
Emanuel Sassen, conegut popularment amb el nom de Maan Sassen, ('s-Hertogenbosch, Països Baixos 1911 - íd. 1995) fou un polític neerlandès que va ser membre de la Comissió Rey entre 1967 i 1970.

## Biografia
Va néixer l'11 de setembre de 1911 a la ciutat de 's-Hertogenbosch, població situada a la província del Brabant del Nord.
Va morir el 20 de desembre de 1995 a la seva ciutat de naixement.

## Activitat política
Membre del conservador Partit Popular Catòlic (KVP), el 1946 fou escollit diputat a la Tweede Kamer en representació del seu partit. El 1948 fou nomenat pel Primer ministre dels Països Baixos Willem Drees Ministre responsable de les Colònies Neerlandeses, càrrec que va ocupar fins al 1949.
El juliol de l'any 1967 fou escollit membre de la Comissió Rey, esdevenint Comissari Europeu de la Competència fins al juny de 1970.